# قوم خدا
قوم خدا (عبری: עם האלהים‎) اصطلاحی است که در کتاب مقدس عبری برای اشاره به بنی‌اسرائیل و در مسیحیت برای اشاره به مسیحیان به کار می‌رود.